# مواثيق المونكلوا
مواثيق المونكلوا (بالإسبانية: Pactos de la Moncloa)‏ هي مجموعة من الاتفاقيات التي تم توقيعها، بقصر المونكلوا بمدريد، في 25 أكتوبر 1977، بين الحكومة الإسبانية، خلال الولاية التشريعية التأسيسية لسنة 1977، برئاسة أدولفو سواريث، و أهم الأحزاب السياسية الممثلة في البرلمان الإسباني، بدعم من نقابة اللجان العمالية و جمعيات أرباب المقاولات الإسبانية. تمت مقاطعة الاتفاقية من طرف نقابتي الاتحاد العام للعمال (المقربة من الحزب الاشتراكي العمالي) والكنفدرالية العامة للعمل (اللاسلطوية).

تضمنت المواثيق التزاما من الأطراف الموقعة بترسيخ مسلسل الانتقال الديمقراطي و توفير شروط إنجاحه، إضافة لإرساء سياسة اقتصادية ناجعة، تحول دون تفاقم مستوى التضخم، الذي كان يصل، آنذاك إلى 47 بالمئة.

تمت المصادقة على المواثيق من طرف البرلمان الإسباني، في 27 أكتوبر 1977.

## الظرفية الاقتصادية[2]
عانى الاقتصاد الإسباني، خلال مرحلة الانتقال الديمقراطي، من ظرفية اقتصادية صعبة، من تجلياتها:
- التأثير السلبي لتداعيات أزمة النفط لسنة 1973 على اقتصاديات أوروبا الغربية.
- ارتفاع نسبة البطالة، التي تفاقمت بفعل عودة المهاجرين الإسبانيين الذين غادرو البلاد إبان الحقبة الفرانكوية.
- تجاوز نسبة التضخم لعتبة الأربعين بالمئة، في منتصف سنة 1977.
- نزيف الرساميل الإسبانية إلى الخارج، بفعل عدم تعود المقاولين على التوازنات الاجتماعية الجديدة، آنذاك، خصوصا على مستوى الثقل الذي أضحت تشكله النقابات في المشهد الاجتماعي.

## الخطوط العريضة للاتفاقيات[2]
على المستوى السياسي و الحقوقي
- التنصيص على حق  حرية الصحافة، بإلغاء أشكال الرقابة القبلية التي كانت سائدة في النظام السابق، و حصر سلطة البث في الأمور الخلافية المرتبطة بالإعلام على مستوى السلطة القضائية.
- ضمان الحريات العامة على مستويات حرية التعبير و حريات الاجتماع و التكتل السياسي.
- تغييرات في القانون الجنائي و قانون الأحوال الشخصية، ضامنة للحريات الفردية و للمساواة بين الجنسين.

على المستوى الاقتصادي
- التحكم في مستوى التضخم و عجز الميزان التجاري.
- إصلاح النظام الضريبي و نظام الضمان الاجتماعي و النظام المصرفي.
- إطلاق برامج سياسات اقتصادية في الفلاحة و الطاقة و التعمير.
- إصلاح قانون المقاولات العمومية.

## وصلات خارجية
- النص الكامل، بالإسبانية، لمواثيق المونكلوا من موقع vespito.net
- صورة للموقعين على المواثيق في سنة 1977